# Robin C. Matthews
Robert Charles Oliver Matthews, meglio noto come Robin C. Matthews (Edimburgo, 16 giugno 1927 – Cambridge, 19 giugno 2010), è stato un economista e compositore di scacchi britannico.
Studiò alla Edinburgh Academy e al Corpus Christi College di Oxford. Fu Fellow del All Souls College di Oxford e Professore di economia politica all'Università di Oxford dal 1965 al 1975 e all'Università di Cambridge dal 1980 al 1991. Fu anche rettore del Clare College di Cambridge dal 1975 al 1993.
Membro della British Academy (1968) e Cavaliere dell'Ordine dell'Impero Britannico (1975).
Autore di molti libri di economia, tra cui:
- The Trade Cycle, Cambridge University Press, 1960
- A Study in Trade-Cycle History: Economic Fluctuations in Great Britain 1833-1842, 1954
- Economic Growth and Resources, Palgrave Macmillan, 1980
- Economic Growth and Resources: Volume 2, Trends and Factors, Palgrave Macmillan, 1980
- British Economic Growth 1856-1973 (con C. H. Feinstein e J. Odling-Smee), Clarendon Press, 1982

Robin Matthews è stato anche un compositore di problemi di scacchi di primissimo livello.
Specializzato nella composizione di problemi di matto in tre mosse, è considerato in questo campo tra i maggiori esponenti a livello mondiale.
Nel 1965 la PCCC gli assegnò il titolo di Maestro Internazionale della composizione.
Autore di due libri sui problemi di scacchi:
- Chess Problems: Introduction to an art  (con Michael Lipton e John M. Rice), Londra, 1963
- Mostly Three-Movers: Collected Chess Problems 1939-1993, Feenschach-Phénix, Aachen, 1995

Due suoi problemi:
|   | a | b | c | d | e | f | g | h |   |
| 8 | c8 cavallo del bianco · e8 alfiere del nero · h8 torre del nero · d7 cavallo del nero · e7 pedone del bianco · f7 cavallo del nero · c6 alfiere del bianco · e6 pedone del nero · h6 alfiere del nero · c5 pedone del nero · e5 pedone del bianco · h5 torre del bianco · c4 re del nero · f4 pedone del bianco · b3 torre del bianco · g3 pedone del nero · a2 pedone del bianco · c2 cavallo del bianco · g2 re del bianco | c8 cavallo del bianco · e8 alfiere del nero · h8 torre del nero · d7 cavallo del nero · e7 pedone del bianco · f7 cavallo del nero · c6 alfiere del bianco · e6 pedone del nero · h6 alfiere del nero · c5 pedone del nero · e5 pedone del bianco · h5 torre del bianco · c4 re del nero · f4 pedone del bianco · b3 torre del bianco · g3 pedone del nero · a2 pedone del bianco · c2 cavallo del bianco · g2 re del bianco | c8 cavallo del bianco · e8 alfiere del nero · h8 torre del nero · d7 cavallo del nero · e7 pedone del bianco · f7 cavallo del nero · c6 alfiere del bianco · e6 pedone del nero · h6 alfiere del nero · c5 pedone del nero · e5 pedone del bianco · h5 torre del bianco · c4 re del nero · f4 pedone del bianco · b3 torre del bianco · g3 pedone del nero · a2 pedone del bianco · c2 cavallo del bianco · g2 re del bianco | c8 cavallo del bianco · e8 alfiere del nero · h8 torre del nero · d7 cavallo del nero · e7 pedone del bianco · f7 cavallo del nero · c6 alfiere del bianco · e6 pedone del nero · h6 alfiere del nero · c5 pedone del nero · e5 pedone del bianco · h5 torre del bianco · c4 re del nero · f4 pedone del bianco · b3 torre del bianco · g3 pedone del nero · a2 pedone del bianco · c2 cavallo del bianco · g2 re del bianco | c8 cavallo del bianco · e8 alfiere del nero · h8 torre del nero · d7 cavallo del nero · e7 pedone del bianco · f7 cavallo del nero · c6 alfiere del bianco · e6 pedone del nero · h6 alfiere del nero · c5 pedone del nero · e5 pedone del bianco · h5 torre del bianco · c4 re del nero · f4 pedone del bianco · b3 torre del bianco · g3 pedone del nero · a2 pedone del bianco · c2 cavallo del bianco · g2 re del bianco | c8 cavallo del bianco · e8 alfiere del nero · h8 torre del nero · d7 cavallo del nero · e7 pedone del bianco · f7 cavallo del nero · c6 alfiere del bianco · e6 pedone del nero · h6 alfiere del nero · c5 pedone del nero · e5 pedone del bianco · h5 torre del bianco · c4 re del nero · f4 pedone del bianco · b3 torre del bianco · g3 pedone del nero · a2 pedone del bianco · c2 cavallo del bianco · g2 re del bianco | c8 cavallo del bianco · e8 alfiere del nero · h8 torre del nero · d7 cavallo del nero · e7 pedone del bianco · f7 cavallo del nero · c6 alfiere del bianco · e6 pedone del nero · h6 alfiere del nero · c5 pedone del nero · e5 pedone del bianco · h5 torre del bianco · c4 re del nero · f4 pedone del bianco · b3 torre del bianco · g3 pedone del nero · a2 pedone del bianco · c2 cavallo del bianco · g2 re del bianco | c8 cavallo del bianco · e8 alfiere del nero · h8 torre del nero · d7 cavallo del nero · e7 pedone del bianco · f7 cavallo del nero · c6 alfiere del bianco · e6 pedone del nero · h6 alfiere del nero · c5 pedone del nero · e5 pedone del bianco · h5 torre del bianco · c4 re del nero · f4 pedone del bianco · b3 torre del bianco · g3 pedone del nero · a2 pedone del bianco · c2 cavallo del bianco · g2 re del bianco | 8 |
| 7 | c8 cavallo del bianco · e8 alfiere del nero · h8 torre del nero · d7 cavallo del nero · e7 pedone del bianco · f7 cavallo del nero · c6 alfiere del bianco · e6 pedone del nero · h6 alfiere del nero · c5 pedone del nero · e5 pedone del bianco · h5 torre del bianco · c4 re del nero · f4 pedone del bianco · b3 torre del bianco · g3 pedone del nero · a2 pedone del bianco · c2 cavallo del bianco · g2 re del bianco | c8 cavallo del bianco · e8 alfiere del nero · h8 torre del nero · d7 cavallo del nero · e7 pedone del bianco · f7 cavallo del nero · c6 alfiere del bianco · e6 pedone del nero · h6 alfiere del nero · c5 pedone del nero · e5 pedone del bianco · h5 torre del bianco · c4 re del nero · f4 pedone del bianco · b3 torre del bianco · g3 pedone del nero · a2 pedone del bianco · c2 cavallo del bianco · g2 re del bianco | c8 cavallo del bianco · e8 alfiere del nero · h8 torre del nero · d7 cavallo del nero · e7 pedone del bianco · f7 cavallo del nero · c6 alfiere del bianco · e6 pedone del nero · h6 alfiere del nero · c5 pedone del nero · e5 pedone del bianco · h5 torre del bianco · c4 re del nero · f4 pedone del bianco · b3 torre del bianco · g3 pedone del nero · a2 pedone del bianco · c2 cavallo del bianco · g2 re del bianco | c8 cavallo del bianco · e8 alfiere del nero · h8 torre del nero · d7 cavallo del nero · e7 pedone del bianco · f7 cavallo del nero · c6 alfiere del bianco · e6 pedone del nero · h6 alfiere del nero · c5 pedone del nero · e5 pedone del bianco · h5 torre del bianco · c4 re del nero · f4 pedone del bianco · b3 torre del bianco · g3 pedone del nero · a2 pedone del bianco · c2 cavallo del bianco · g2 re del bianco | c8 cavallo del bianco · e8 alfiere del nero · h8 torre del nero · d7 cavallo del nero · e7 pedone del bianco · f7 cavallo del nero · c6 alfiere del bianco · e6 pedone del nero · h6 alfiere del nero · c5 pedone del nero · e5 pedone del bianco · h5 torre del bianco · c4 re del nero · f4 pedone del bianco · b3 torre del bianco · g3 pedone del nero · a2 pedone del bianco · c2 cavallo del bianco · g2 re del bianco | c8 cavallo del bianco · e8 alfiere del nero · h8 torre del nero · d7 cavallo del nero · e7 pedone del bianco · f7 cavallo del nero · c6 alfiere del bianco · e6 pedone del nero · h6 alfiere del nero · c5 pedone del nero · e5 pedone del bianco · h5 torre del bianco · c4 re del nero · f4 pedone del bianco · b3 torre del bianco · g3 pedone del nero · a2 pedone del bianco · c2 cavallo del bianco · g2 re del bianco | c8 cavallo del bianco · e8 alfiere del nero · h8 torre del nero · d7 cavallo del nero · e7 pedone del bianco · f7 cavallo del nero · c6 alfiere del bianco · e6 pedone del nero · h6 alfiere del nero · c5 pedone del nero · e5 pedone del bianco · h5 torre del bianco · c4 re del nero · f4 pedone del bianco · b3 torre del bianco · g3 pedone del nero · a2 pedone del bianco · c2 cavallo del bianco · g2 re del bianco | c8 cavallo del bianco · e8 alfiere del nero · h8 torre del nero · d7 cavallo del nero · e7 pedone del bianco · f7 cavallo del nero · c6 alfiere del bianco · e6 pedone del nero · h6 alfiere del nero · c5 pedone del nero · e5 pedone del bianco · h5 torre del bianco · c4 re del nero · f4 pedone del bianco · b3 torre del bianco · g3 pedone del nero · a2 pedone del bianco · c2 cavallo del bianco · g2 re del bianco | 7 |
| 6 | c8 cavallo del bianco · e8 alfiere del nero · h8 torre del nero · d7 cavallo del nero · e7 pedone del bianco · f7 cavallo del nero · c6 alfiere del bianco · e6 pedone del nero · h6 alfiere del nero · c5 pedone del nero · e5 pedone del bianco · h5 torre del bianco · c4 re del nero · f4 pedone del bianco · b3 torre del bianco · g3 pedone del nero · a2 pedone del bianco · c2 cavallo del bianco · g2 re del bianco | c8 cavallo del bianco · e8 alfiere del nero · h8 torre del nero · d7 cavallo del nero · e7 pedone del bianco · f7 cavallo del nero · c6 alfiere del bianco · e6 pedone del nero · h6 alfiere del nero · c5 pedone del nero · e5 pedone del bianco · h5 torre del bianco · c4 re del nero · f4 pedone del bianco · b3 torre del bianco · g3 pedone del nero · a2 pedone del bianco · c2 cavallo del bianco · g2 re del bianco | c8 cavallo del bianco · e8 alfiere del nero · h8 torre del nero · d7 cavallo del nero · e7 pedone del bianco · f7 cavallo del nero · c6 alfiere del bianco · e6 pedone del nero · h6 alfiere del nero · c5 pedone del nero · e5 pedone del bianco · h5 torre del bianco · c4 re del nero · f4 pedone del bianco · b3 torre del bianco · g3 pedone del nero · a2 pedone del bianco · c2 cavallo del bianco · g2 re del bianco | c8 cavallo del bianco · e8 alfiere del nero · h8 torre del nero · d7 cavallo del nero · e7 pedone del bianco · f7 cavallo del nero · c6 alfiere del bianco · e6 pedone del nero · h6 alfiere del nero · c5 pedone del nero · e5 pedone del bianco · h5 torre del bianco · c4 re del nero · f4 pedone del bianco · b3 torre del bianco · g3 pedone del nero · a2 pedone del bianco · c2 cavallo del bianco · g2 re del bianco | c8 cavallo del bianco · e8 alfiere del nero · h8 torre del nero · d7 cavallo del nero · e7 pedone del bianco · f7 cavallo del nero · c6 alfiere del bianco · e6 pedone del nero · h6 alfiere del nero · c5 pedone del nero · e5 pedone del bianco · h5 torre del bianco · c4 re del nero · f4 pedone del bianco · b3 torre del bianco · g3 pedone del nero · a2 pedone del bianco · c2 cavallo del bianco · g2 re del bianco | c8 cavallo del bianco · e8 alfiere del nero · h8 torre del nero · d7 cavallo del nero · e7 pedone del bianco · f7 cavallo del nero · c6 alfiere del bianco · e6 pedone del nero · h6 alfiere del nero · c5 pedone del nero · e5 pedone del bianco · h5 torre del bianco · c4 re del nero · f4 pedone del bianco · b3 torre del bianco · g3 pedone del nero · a2 pedone del bianco · c2 cavallo del bianco · g2 re del bianco | c8 cavallo del bianco · e8 alfiere del nero · h8 torre del nero · d7 cavallo del nero · e7 pedone del bianco · f7 cavallo del nero · c6 alfiere del bianco · e6 pedone del nero · h6 alfiere del nero · c5 pedone del nero · e5 pedone del bianco · h5 torre del bianco · c4 re del nero · f4 pedone del bianco · b3 torre del bianco · g3 pedone del nero · a2 pedone del bianco · c2 cavallo del bianco · g2 re del bianco | c8 cavallo del bianco · e8 alfiere del nero · h8 torre del nero · d7 cavallo del nero · e7 pedone del bianco · f7 cavallo del nero · c6 alfiere del bianco · e6 pedone del nero · h6 alfiere del nero · c5 pedone del nero · e5 pedone del bianco · h5 torre del bianco · c4 re del nero · f4 pedone del bianco · b3 torre del bianco · g3 pedone del nero · a2 pedone del bianco · c2 cavallo del bianco · g2 re del bianco | 6 |
| 5 | c8 cavallo del bianco · e8 alfiere del nero · h8 torre del nero · d7 cavallo del nero · e7 pedone del bianco · f7 cavallo del nero · c6 alfiere del bianco · e6 pedone del nero · h6 alfiere del nero · c5 pedone del nero · e5 pedone del bianco · h5 torre del bianco · c4 re del nero · f4 pedone del bianco · b3 torre del bianco · g3 pedone del nero · a2 pedone del bianco · c2 cavallo del bianco · g2 re del bianco | c8 cavallo del bianco · e8 alfiere del nero · h8 torre del nero · d7 cavallo del nero · e7 pedone del bianco · f7 cavallo del nero · c6 alfiere del bianco · e6 pedone del nero · h6 alfiere del nero · c5 pedone del nero · e5 pedone del bianco · h5 torre del bianco · c4 re del nero · f4 pedone del bianco · b3 torre del bianco · g3 pedone del nero · a2 pedone del bianco · c2 cavallo del bianco · g2 re del bianco | c8 cavallo del bianco · e8 alfiere del nero · h8 torre del nero · d7 cavallo del nero · e7 pedone del bianco · f7 cavallo del nero · c6 alfiere del bianco · e6 pedone del nero · h6 alfiere del nero · c5 pedone del nero · e5 pedone del bianco · h5 torre del bianco · c4 re del nero · f4 pedone del bianco · b3 torre del bianco · g3 pedone del nero · a2 pedone del bianco · c2 cavallo del bianco · g2 re del bianco | c8 cavallo del bianco · e8 alfiere del nero · h8 torre del nero · d7 cavallo del nero · e7 pedone del bianco · f7 cavallo del nero · c6 alfiere del bianco · e6 pedone del nero · h6 alfiere del nero · c5 pedone del nero · e5 pedone del bianco · h5 torre del bianco · c4 re del nero · f4 pedone del bianco · b3 torre del bianco · g3 pedone del nero · a2 pedone del bianco · c2 cavallo del bianco · g2 re del bianco | c8 cavallo del bianco · e8 alfiere del nero · h8 torre del nero · d7 cavallo del nero · e7 pedone del bianco · f7 cavallo del nero · c6 alfiere del bianco · e6 pedone del nero · h6 alfiere del nero · c5 pedone del nero · e5 pedone del bianco · h5 torre del bianco · c4 re del nero · f4 pedone del bianco · b3 torre del bianco · g3 pedone del nero · a2 pedone del bianco · c2 cavallo del bianco · g2 re del bianco | c8 cavallo del bianco · e8 alfiere del nero · h8 torre del nero · d7 cavallo del nero · e7 pedone del bianco · f7 cavallo del nero · c6 alfiere del bianco · e6 pedone del nero · h6 alfiere del nero · c5 pedone del nero · e5 pedone del bianco · h5 torre del bianco · c4 re del nero · f4 pedone del bianco · b3 torre del bianco · g3 pedone del nero · a2 pedone del bianco · c2 cavallo del bianco · g2 re del bianco | c8 cavallo del bianco · e8 alfiere del nero · h8 torre del nero · d7 cavallo del nero · e7 pedone del bianco · f7 cavallo del nero · c6 alfiere del bianco · e6 pedone del nero · h6 alfiere del nero · c5 pedone del nero · e5 pedone del bianco · h5 torre del bianco · c4 re del nero · f4 pedone del bianco · b3 torre del bianco · g3 pedone del nero · a2 pedone del bianco · c2 cavallo del bianco · g2 re del bianco | c8 cavallo del bianco · e8 alfiere del nero · h8 torre del nero · d7 cavallo del nero · e7 pedone del bianco · f7 cavallo del nero · c6 alfiere del bianco · e6 pedone del nero · h6 alfiere del nero · c5 pedone del nero · e5 pedone del bianco · h5 torre del bianco · c4 re del nero · f4 pedone del bianco · b3 torre del bianco · g3 pedone del nero · a2 pedone del bianco · c2 cavallo del bianco · g2 re del bianco | 5 |
| 4 | c8 cavallo del bianco · e8 alfiere del nero · h8 torre del nero · d7 cavallo del nero · e7 pedone del bianco · f7 cavallo del nero · c6 alfiere del bianco · e6 pedone del nero · h6 alfiere del nero · c5 pedone del nero · e5 pedone del bianco · h5 torre del bianco · c4 re del nero · f4 pedone del bianco · b3 torre del bianco · g3 pedone del nero · a2 pedone del bianco · c2 cavallo del bianco · g2 re del bianco | c8 cavallo del bianco · e8 alfiere del nero · h8 torre del nero · d7 cavallo del nero · e7 pedone del bianco · f7 cavallo del nero · c6 alfiere del bianco · e6 pedone del nero · h6 alfiere del nero · c5 pedone del nero · e5 pedone del bianco · h5 torre del bianco · c4 re del nero · f4 pedone del bianco · b3 torre del bianco · g3 pedone del nero · a2 pedone del bianco · c2 cavallo del bianco · g2 re del bianco | c8 cavallo del bianco · e8 alfiere del nero · h8 torre del nero · d7 cavallo del nero · e7 pedone del bianco · f7 cavallo del nero · c6 alfiere del bianco · e6 pedone del nero · h6 alfiere del nero · c5 pedone del nero · e5 pedone del bianco · h5 torre del bianco · c4 re del nero · f4 pedone del bianco · b3 torre del bianco · g3 pedone del nero · a2 pedone del bianco · c2 cavallo del bianco · g2 re del bianco | c8 cavallo del bianco · e8 alfiere del nero · h8 torre del nero · d7 cavallo del nero · e7 pedone del bianco · f7 cavallo del nero · c6 alfiere del bianco · e6 pedone del nero · h6 alfiere del nero · c5 pedone del nero · e5 pedone del bianco · h5 torre del bianco · c4 re del nero · f4 pedone del bianco · b3 torre del bianco · g3 pedone del nero · a2 pedone del bianco · c2 cavallo del bianco · g2 re del bianco | c8 cavallo del bianco · e8 alfiere del nero · h8 torre del nero · d7 cavallo del nero · e7 pedone del bianco · f7 cavallo del nero · c6 alfiere del bianco · e6 pedone del nero · h6 alfiere del nero · c5 pedone del nero · e5 pedone del bianco · h5 torre del bianco · c4 re del nero · f4 pedone del bianco · b3 torre del bianco · g3 pedone del nero · a2 pedone del bianco · c2 cavallo del bianco · g2 re del bianco | c8 cavallo del bianco · e8 alfiere del nero · h8 torre del nero · d7 cavallo del nero · e7 pedone del bianco · f7 cavallo del nero · c6 alfiere del bianco · e6 pedone del nero · h6 alfiere del nero · c5 pedone del nero · e5 pedone del bianco · h5 torre del bianco · c4 re del nero · f4 pedone del bianco · b3 torre del bianco · g3 pedone del nero · a2 pedone del bianco · c2 cavallo del bianco · g2 re del bianco | c8 cavallo del bianco · e8 alfiere del nero · h8 torre del nero · d7 cavallo del nero · e7 pedone del bianco · f7 cavallo del nero · c6 alfiere del bianco · e6 pedone del nero · h6 alfiere del nero · c5 pedone del nero · e5 pedone del bianco · h5 torre del bianco · c4 re del nero · f4 pedone del bianco · b3 torre del bianco · g3 pedone del nero · a2 pedone del bianco · c2 cavallo del bianco · g2 re del bianco | c8 cavallo del bianco · e8 alfiere del nero · h8 torre del nero · d7 cavallo del nero · e7 pedone del bianco · f7 cavallo del nero · c6 alfiere del bianco · e6 pedone del nero · h6 alfiere del nero · c5 pedone del nero · e5 pedone del bianco · h5 torre del bianco · c4 re del nero · f4 pedone del bianco · b3 torre del bianco · g3 pedone del nero · a2 pedone del bianco · c2 cavallo del bianco · g2 re del bianco | 4 |
| 3 | c8 cavallo del bianco · e8 alfiere del nero · h8 torre del nero · d7 cavallo del nero · e7 pedone del bianco · f7 cavallo del nero · c6 alfiere del bianco · e6 pedone del nero · h6 alfiere del nero · c5 pedone del nero · e5 pedone del bianco · h5 torre del bianco · c4 re del nero · f4 pedone del bianco · b3 torre del bianco · g3 pedone del nero · a2 pedone del bianco · c2 cavallo del bianco · g2 re del bianco | c8 cavallo del bianco · e8 alfiere del nero · h8 torre del nero · d7 cavallo del nero · e7 pedone del bianco · f7 cavallo del nero · c6 alfiere del bianco · e6 pedone del nero · h6 alfiere del nero · c5 pedone del nero · e5 pedone del bianco · h5 torre del bianco · c4 re del nero · f4 pedone del bianco · b3 torre del bianco · g3 pedone del nero · a2 pedone del bianco · c2 cavallo del bianco · g2 re del bianco | c8 cavallo del bianco · e8 alfiere del nero · h8 torre del nero · d7 cavallo del nero · e7 pedone del bianco · f7 cavallo del nero · c6 alfiere del bianco · e6 pedone del nero · h6 alfiere del nero · c5 pedone del nero · e5 pedone del bianco · h5 torre del bianco · c4 re del nero · f4 pedone del bianco · b3 torre del bianco · g3 pedone del nero · a2 pedone del bianco · c2 cavallo del bianco · g2 re del bianco | c8 cavallo del bianco · e8 alfiere del nero · h8 torre del nero · d7 cavallo del nero · e7 pedone del bianco · f7 cavallo del nero · c6 alfiere del bianco · e6 pedone del nero · h6 alfiere del nero · c5 pedone del nero · e5 pedone del bianco · h5 torre del bianco · c4 re del nero · f4 pedone del bianco · b3 torre del bianco · g3 pedone del nero · a2 pedone del bianco · c2 cavallo del bianco · g2 re del bianco | c8 cavallo del bianco · e8 alfiere del nero · h8 torre del nero · d7 cavallo del nero · e7 pedone del bianco · f7 cavallo del nero · c6 alfiere del bianco · e6 pedone del nero · h6 alfiere del nero · c5 pedone del nero · e5 pedone del bianco · h5 torre del bianco · c4 re del nero · f4 pedone del bianco · b3 torre del bianco · g3 pedone del nero · a2 pedone del bianco · c2 cavallo del bianco · g2 re del bianco | c8 cavallo del bianco · e8 alfiere del nero · h8 torre del nero · d7 cavallo del nero · e7 pedone del bianco · f7 cavallo del nero · c6 alfiere del bianco · e6 pedone del nero · h6 alfiere del nero · c5 pedone del nero · e5 pedone del bianco · h5 torre del bianco · c4 re del nero · f4 pedone del bianco · b3 torre del bianco · g3 pedone del nero · a2 pedone del bianco · c2 cavallo del bianco · g2 re del bianco | c8 cavallo del bianco · e8 alfiere del nero · h8 torre del nero · d7 cavallo del nero · e7 pedone del bianco · f7 cavallo del nero · c6 alfiere del bianco · e6 pedone del nero · h6 alfiere del nero · c5 pedone del nero · e5 pedone del bianco · h5 torre del bianco · c4 re del nero · f4 pedone del bianco · b3 torre del bianco · g3 pedone del nero · a2 pedone del bianco · c2 cavallo del bianco · g2 re del bianco | c8 cavallo del bianco · e8 alfiere del nero · h8 torre del nero · d7 cavallo del nero · e7 pedone del bianco · f7 cavallo del nero · c6 alfiere del bianco · e6 pedone del nero · h6 alfiere del nero · c5 pedone del nero · e5 pedone del bianco · h5 torre del bianco · c4 re del nero · f4 pedone del bianco · b3 torre del bianco · g3 pedone del nero · a2 pedone del bianco · c2 cavallo del bianco · g2 re del bianco | 3 |
| 2 | c8 cavallo del bianco · e8 alfiere del nero · h8 torre del nero · d7 cavallo del nero · e7 pedone del bianco · f7 cavallo del nero · c6 alfiere del bianco · e6 pedone del nero · h6 alfiere del nero · c5 pedone del nero · e5 pedone del bianco · h5 torre del bianco · c4 re del nero · f4 pedone del bianco · b3 torre del bianco · g3 pedone del nero · a2 pedone del bianco · c2 cavallo del bianco · g2 re del bianco | c8 cavallo del bianco · e8 alfiere del nero · h8 torre del nero · d7 cavallo del nero · e7 pedone del bianco · f7 cavallo del nero · c6 alfiere del bianco · e6 pedone del nero · h6 alfiere del nero · c5 pedone del nero · e5 pedone del bianco · h5 torre del bianco · c4 re del nero · f4 pedone del bianco · b3 torre del bianco · g3 pedone del nero · a2 pedone del bianco · c2 cavallo del bianco · g2 re del bianco | c8 cavallo del bianco · e8 alfiere del nero · h8 torre del nero · d7 cavallo del nero · e7 pedone del bianco · f7 cavallo del nero · c6 alfiere del bianco · e6 pedone del nero · h6 alfiere del nero · c5 pedone del nero · e5 pedone del bianco · h5 torre del bianco · c4 re del nero · f4 pedone del bianco · b3 torre del bianco · g3 pedone del nero · a2 pedone del bianco · c2 cavallo del bianco · g2 re del bianco | c8 cavallo del bianco · e8 alfiere del nero · h8 torre del nero · d7 cavallo del nero · e7 pedone del bianco · f7 cavallo del nero · c6 alfiere del bianco · e6 pedone del nero · h6 alfiere del nero · c5 pedone del nero · e5 pedone del bianco · h5 torre del bianco · c4 re del nero · f4 pedone del bianco · b3 torre del bianco · g3 pedone del nero · a2 pedone del bianco · c2 cavallo del bianco · g2 re del bianco | c8 cavallo del bianco · e8 alfiere del nero · h8 torre del nero · d7 cavallo del nero · e7 pedone del bianco · f7 cavallo del nero · c6 alfiere del bianco · e6 pedone del nero · h6 alfiere del nero · c5 pedone del nero · e5 pedone del bianco · h5 torre del bianco · c4 re del nero · f4 pedone del bianco · b3 torre del bianco · g3 pedone del nero · a2 pedone del bianco · c2 cavallo del bianco · g2 re del bianco | c8 cavallo del bianco · e8 alfiere del nero · h8 torre del nero · d7 cavallo del nero · e7 pedone del bianco · f7 cavallo del nero · c6 alfiere del bianco · e6 pedone del nero · h6 alfiere del nero · c5 pedone del nero · e5 pedone del bianco · h5 torre del bianco · c4 re del nero · f4 pedone del bianco · b3 torre del bianco · g3 pedone del nero · a2 pedone del bianco · c2 cavallo del bianco · g2 re del bianco | c8 cavallo del bianco · e8 alfiere del nero · h8 torre del nero · d7 cavallo del nero · e7 pedone del bianco · f7 cavallo del nero · c6 alfiere del bianco · e6 pedone del nero · h6 alfiere del nero · c5 pedone del nero · e5 pedone del bianco · h5 torre del bianco · c4 re del nero · f4 pedone del bianco · b3 torre del bianco · g3 pedone del nero · a2 pedone del bianco · c2 cavallo del bianco · g2 re del bianco | c8 cavallo del bianco · e8 alfiere del nero · h8 torre del nero · d7 cavallo del nero · e7 pedone del bianco · f7 cavallo del nero · c6 alfiere del bianco · e6 pedone del nero · h6 alfiere del nero · c5 pedone del nero · e5 pedone del bianco · h5 torre del bianco · c4 re del nero · f4 pedone del bianco · b3 torre del bianco · g3 pedone del nero · a2 pedone del bianco · c2 cavallo del bianco · g2 re del bianco | 2 |
| 1 | c8 cavallo del bianco · e8 alfiere del nero · h8 torre del nero · d7 cavallo del nero · e7 pedone del bianco · f7 cavallo del nero · c6 alfiere del bianco · e6 pedone del nero · h6 alfiere del nero · c5 pedone del nero · e5 pedone del bianco · h5 torre del bianco · c4 re del nero · f4 pedone del bianco · b3 torre del bianco · g3 pedone del nero · a2 pedone del bianco · c2 cavallo del bianco · g2 re del bianco | c8 cavallo del bianco · e8 alfiere del nero · h8 torre del nero · d7 cavallo del nero · e7 pedone del bianco · f7 cavallo del nero · c6 alfiere del bianco · e6 pedone del nero · h6 alfiere del nero · c5 pedone del nero · e5 pedone del bianco · h5 torre del bianco · c4 re del nero · f4 pedone del bianco · b3 torre del bianco · g3 pedone del nero · a2 pedone del bianco · c2 cavallo del bianco · g2 re del bianco | c8 cavallo del bianco · e8 alfiere del nero · h8 torre del nero · d7 cavallo del nero · e7 pedone del bianco · f7 cavallo del nero · c6 alfiere del bianco · e6 pedone del nero · h6 alfiere del nero · c5 pedone del nero · e5 pedone del bianco · h5 torre del bianco · c4 re del nero · f4 pedone del bianco · b3 torre del bianco · g3 pedone del nero · a2 pedone del bianco · c2 cavallo del bianco · g2 re del bianco | c8 cavallo del bianco · e8 alfiere del nero · h8 torre del nero · d7 cavallo del nero · e7 pedone del bianco · f7 cavallo del nero · c6 alfiere del bianco · e6 pedone del nero · h6 alfiere del nero · c5 pedone del nero · e5 pedone del bianco · h5 torre del bianco · c4 re del nero · f4 pedone del bianco · b3 torre del bianco · g3 pedone del nero · a2 pedone del bianco · c2 cavallo del bianco · g2 re del bianco | c8 cavallo del bianco · e8 alfiere del nero · h8 torre del nero · d7 cavallo del nero · e7 pedone del bianco · f7 cavallo del nero · c6 alfiere del bianco · e6 pedone del nero · h6 alfiere del nero · c5 pedone del nero · e5 pedone del bianco · h5 torre del bianco · c4 re del nero · f4 pedone del bianco · b3 torre del bianco · g3 pedone del nero · a2 pedone del bianco · c2 cavallo del bianco · g2 re del bianco | c8 cavallo del bianco · e8 alfiere del nero · h8 torre del nero · d7 cavallo del nero · e7 pedone del bianco · f7 cavallo del nero · c6 alfiere del bianco · e6 pedone del nero · h6 alfiere del nero · c5 pedone del nero · e5 pedone del bianco · h5 torre del bianco · c4 re del nero · f4 pedone del bianco · b3 torre del bianco · g3 pedone del nero · a2 pedone del bianco · c2 cavallo del bianco · g2 re del bianco | c8 cavallo del bianco · e8 alfiere del nero · h8 torre del nero · d7 cavallo del nero · e7 pedone del bianco · f7 cavallo del nero · c6 alfiere del bianco · e6 pedone del nero · h6 alfiere del nero · c5 pedone del nero · e5 pedone del bianco · h5 torre del bianco · c4 re del nero · f4 pedone del bianco · b3 torre del bianco · g3 pedone del nero · a2 pedone del bianco · c2 cavallo del bianco · g2 re del bianco | c8 cavallo del bianco · e8 alfiere del nero · h8 torre del nero · d7 cavallo del nero · e7 pedone del bianco · f7 cavallo del nero · c6 alfiere del bianco · e6 pedone del nero · h6 alfiere del nero · c5 pedone del nero · e5 pedone del bianco · h5 torre del bianco · c4 re del nero · f4 pedone del bianco · b3 torre del bianco · g3 pedone del nero · a2 pedone del bianco · c2 cavallo del bianco · g2 re del bianco | 1 |
|   | a | b | c | d | e | f | g | h |   |

Soluzione:
1. Rf3 !  (min. 2. Ab5+ Rd5 3. Td3#)
1. ...Cdxe5+  2. Re2! Ced7  3. Ab5# 
  
1. ...Cfxe5+  2. Rg2! Cef7  3. Ab5# 

|   | a | b | c | d | e | f | g | h |   |
| 8 | a6 alfiere del nero · c6 cavallo del bianco · d6 pedone del nero · a5 torre del nero · b5 donna del nero · f5 pedone del nero · d4 pedone del nero · f4 torre del bianco · e3 re del nero · f3 alfiere del bianco · g3 re del bianco · h3 cavallo del nero · b2 cavallo del bianco · b1 cavallo del nero · d1 torre del bianco · e1 alfiere del bianco | a6 alfiere del nero · c6 cavallo del bianco · d6 pedone del nero · a5 torre del nero · b5 donna del nero · f5 pedone del nero · d4 pedone del nero · f4 torre del bianco · e3 re del nero · f3 alfiere del bianco · g3 re del bianco · h3 cavallo del nero · b2 cavallo del bianco · b1 cavallo del nero · d1 torre del bianco · e1 alfiere del bianco | a6 alfiere del nero · c6 cavallo del bianco · d6 pedone del nero · a5 torre del nero · b5 donna del nero · f5 pedone del nero · d4 pedone del nero · f4 torre del bianco · e3 re del nero · f3 alfiere del bianco · g3 re del bianco · h3 cavallo del nero · b2 cavallo del bianco · b1 cavallo del nero · d1 torre del bianco · e1 alfiere del bianco | a6 alfiere del nero · c6 cavallo del bianco · d6 pedone del nero · a5 torre del nero · b5 donna del nero · f5 pedone del nero · d4 pedone del nero · f4 torre del bianco · e3 re del nero · f3 alfiere del bianco · g3 re del bianco · h3 cavallo del nero · b2 cavallo del bianco · b1 cavallo del nero · d1 torre del bianco · e1 alfiere del bianco | a6 alfiere del nero · c6 cavallo del bianco · d6 pedone del nero · a5 torre del nero · b5 donna del nero · f5 pedone del nero · d4 pedone del nero · f4 torre del bianco · e3 re del nero · f3 alfiere del bianco · g3 re del bianco · h3 cavallo del nero · b2 cavallo del bianco · b1 cavallo del nero · d1 torre del bianco · e1 alfiere del bianco | a6 alfiere del nero · c6 cavallo del bianco · d6 pedone del nero · a5 torre del nero · b5 donna del nero · f5 pedone del nero · d4 pedone del nero · f4 torre del bianco · e3 re del nero · f3 alfiere del bianco · g3 re del bianco · h3 cavallo del nero · b2 cavallo del bianco · b1 cavallo del nero · d1 torre del bianco · e1 alfiere del bianco | a6 alfiere del nero · c6 cavallo del bianco · d6 pedone del nero · a5 torre del nero · b5 donna del nero · f5 pedone del nero · d4 pedone del nero · f4 torre del bianco · e3 re del nero · f3 alfiere del bianco · g3 re del bianco · h3 cavallo del nero · b2 cavallo del bianco · b1 cavallo del nero · d1 torre del bianco · e1 alfiere del bianco | a6 alfiere del nero · c6 cavallo del bianco · d6 pedone del nero · a5 torre del nero · b5 donna del nero · f5 pedone del nero · d4 pedone del nero · f4 torre del bianco · e3 re del nero · f3 alfiere del bianco · g3 re del bianco · h3 cavallo del nero · b2 cavallo del bianco · b1 cavallo del nero · d1 torre del bianco · e1 alfiere del bianco | 8 |
| 7 | a6 alfiere del nero · c6 cavallo del bianco · d6 pedone del nero · a5 torre del nero · b5 donna del nero · f5 pedone del nero · d4 pedone del nero · f4 torre del bianco · e3 re del nero · f3 alfiere del bianco · g3 re del bianco · h3 cavallo del nero · b2 cavallo del bianco · b1 cavallo del nero · d1 torre del bianco · e1 alfiere del bianco | a6 alfiere del nero · c6 cavallo del bianco · d6 pedone del nero · a5 torre del nero · b5 donna del nero · f5 pedone del nero · d4 pedone del nero · f4 torre del bianco · e3 re del nero · f3 alfiere del bianco · g3 re del bianco · h3 cavallo del nero · b2 cavallo del bianco · b1 cavallo del nero · d1 torre del bianco · e1 alfiere del bianco | a6 alfiere del nero · c6 cavallo del bianco · d6 pedone del nero · a5 torre del nero · b5 donna del nero · f5 pedone del nero · d4 pedone del nero · f4 torre del bianco · e3 re del nero · f3 alfiere del bianco · g3 re del bianco · h3 cavallo del nero · b2 cavallo del bianco · b1 cavallo del nero · d1 torre del bianco · e1 alfiere del bianco | a6 alfiere del nero · c6 cavallo del bianco · d6 pedone del nero · a5 torre del nero · b5 donna del nero · f5 pedone del nero · d4 pedone del nero · f4 torre del bianco · e3 re del nero · f3 alfiere del bianco · g3 re del bianco · h3 cavallo del nero · b2 cavallo del bianco · b1 cavallo del nero · d1 torre del bianco · e1 alfiere del bianco | a6 alfiere del nero · c6 cavallo del bianco · d6 pedone del nero · a5 torre del nero · b5 donna del nero · f5 pedone del nero · d4 pedone del nero · f4 torre del bianco · e3 re del nero · f3 alfiere del bianco · g3 re del bianco · h3 cavallo del nero · b2 cavallo del bianco · b1 cavallo del nero · d1 torre del bianco · e1 alfiere del bianco | a6 alfiere del nero · c6 cavallo del bianco · d6 pedone del nero · a5 torre del nero · b5 donna del nero · f5 pedone del nero · d4 pedone del nero · f4 torre del bianco · e3 re del nero · f3 alfiere del bianco · g3 re del bianco · h3 cavallo del nero · b2 cavallo del bianco · b1 cavallo del nero · d1 torre del bianco · e1 alfiere del bianco | a6 alfiere del nero · c6 cavallo del bianco · d6 pedone del nero · a5 torre del nero · b5 donna del nero · f5 pedone del nero · d4 pedone del nero · f4 torre del bianco · e3 re del nero · f3 alfiere del bianco · g3 re del bianco · h3 cavallo del nero · b2 cavallo del bianco · b1 cavallo del nero · d1 torre del bianco · e1 alfiere del bianco | a6 alfiere del nero · c6 cavallo del bianco · d6 pedone del nero · a5 torre del nero · b5 donna del nero · f5 pedone del nero · d4 pedone del nero · f4 torre del bianco · e3 re del nero · f3 alfiere del bianco · g3 re del bianco · h3 cavallo del nero · b2 cavallo del bianco · b1 cavallo del nero · d1 torre del bianco · e1 alfiere del bianco | 7 |
| 6 | a6 alfiere del nero · c6 cavallo del bianco · d6 pedone del nero · a5 torre del nero · b5 donna del nero · f5 pedone del nero · d4 pedone del nero · f4 torre del bianco · e3 re del nero · f3 alfiere del bianco · g3 re del bianco · h3 cavallo del nero · b2 cavallo del bianco · b1 cavallo del nero · d1 torre del bianco · e1 alfiere del bianco | a6 alfiere del nero · c6 cavallo del bianco · d6 pedone del nero · a5 torre del nero · b5 donna del nero · f5 pedone del nero · d4 pedone del nero · f4 torre del bianco · e3 re del nero · f3 alfiere del bianco · g3 re del bianco · h3 cavallo del nero · b2 cavallo del bianco · b1 cavallo del nero · d1 torre del bianco · e1 alfiere del bianco | a6 alfiere del nero · c6 cavallo del bianco · d6 pedone del nero · a5 torre del nero · b5 donna del nero · f5 pedone del nero · d4 pedone del nero · f4 torre del bianco · e3 re del nero · f3 alfiere del bianco · g3 re del bianco · h3 cavallo del nero · b2 cavallo del bianco · b1 cavallo del nero · d1 torre del bianco · e1 alfiere del bianco | a6 alfiere del nero · c6 cavallo del bianco · d6 pedone del nero · a5 torre del nero · b5 donna del nero · f5 pedone del nero · d4 pedone del nero · f4 torre del bianco · e3 re del nero · f3 alfiere del bianco · g3 re del bianco · h3 cavallo del nero · b2 cavallo del bianco · b1 cavallo del nero · d1 torre del bianco · e1 alfiere del bianco | a6 alfiere del nero · c6 cavallo del bianco · d6 pedone del nero · a5 torre del nero · b5 donna del nero · f5 pedone del nero · d4 pedone del nero · f4 torre del bianco · e3 re del nero · f3 alfiere del bianco · g3 re del bianco · h3 cavallo del nero · b2 cavallo del bianco · b1 cavallo del nero · d1 torre del bianco · e1 alfiere del bianco | a6 alfiere del nero · c6 cavallo del bianco · d6 pedone del nero · a5 torre del nero · b5 donna del nero · f5 pedone del nero · d4 pedone del nero · f4 torre del bianco · e3 re del nero · f3 alfiere del bianco · g3 re del bianco · h3 cavallo del nero · b2 cavallo del bianco · b1 cavallo del nero · d1 torre del bianco · e1 alfiere del bianco | a6 alfiere del nero · c6 cavallo del bianco · d6 pedone del nero · a5 torre del nero · b5 donna del nero · f5 pedone del nero · d4 pedone del nero · f4 torre del bianco · e3 re del nero · f3 alfiere del bianco · g3 re del bianco · h3 cavallo del nero · b2 cavallo del bianco · b1 cavallo del nero · d1 torre del bianco · e1 alfiere del bianco | a6 alfiere del nero · c6 cavallo del bianco · d6 pedone del nero · a5 torre del nero · b5 donna del nero · f5 pedone del nero · d4 pedone del nero · f4 torre del bianco · e3 re del nero · f3 alfiere del bianco · g3 re del bianco · h3 cavallo del nero · b2 cavallo del bianco · b1 cavallo del nero · d1 torre del bianco · e1 alfiere del bianco | 6 |
| 5 | a6 alfiere del nero · c6 cavallo del bianco · d6 pedone del nero · a5 torre del nero · b5 donna del nero · f5 pedone del nero · d4 pedone del nero · f4 torre del bianco · e3 re del nero · f3 alfiere del bianco · g3 re del bianco · h3 cavallo del nero · b2 cavallo del bianco · b1 cavallo del nero · d1 torre del bianco · e1 alfiere del bianco | a6 alfiere del nero · c6 cavallo del bianco · d6 pedone del nero · a5 torre del nero · b5 donna del nero · f5 pedone del nero · d4 pedone del nero · f4 torre del bianco · e3 re del nero · f3 alfiere del bianco · g3 re del bianco · h3 cavallo del nero · b2 cavallo del bianco · b1 cavallo del nero · d1 torre del bianco · e1 alfiere del bianco | a6 alfiere del nero · c6 cavallo del bianco · d6 pedone del nero · a5 torre del nero · b5 donna del nero · f5 pedone del nero · d4 pedone del nero · f4 torre del bianco · e3 re del nero · f3 alfiere del bianco · g3 re del bianco · h3 cavallo del nero · b2 cavallo del bianco · b1 cavallo del nero · d1 torre del bianco · e1 alfiere del bianco | a6 alfiere del nero · c6 cavallo del bianco · d6 pedone del nero · a5 torre del nero · b5 donna del nero · f5 pedone del nero · d4 pedone del nero · f4 torre del bianco · e3 re del nero · f3 alfiere del bianco · g3 re del bianco · h3 cavallo del nero · b2 cavallo del bianco · b1 cavallo del nero · d1 torre del bianco · e1 alfiere del bianco | a6 alfiere del nero · c6 cavallo del bianco · d6 pedone del nero · a5 torre del nero · b5 donna del nero · f5 pedone del nero · d4 pedone del nero · f4 torre del bianco · e3 re del nero · f3 alfiere del bianco · g3 re del bianco · h3 cavallo del nero · b2 cavallo del bianco · b1 cavallo del nero · d1 torre del bianco · e1 alfiere del bianco | a6 alfiere del nero · c6 cavallo del bianco · d6 pedone del nero · a5 torre del nero · b5 donna del nero · f5 pedone del nero · d4 pedone del nero · f4 torre del bianco · e3 re del nero · f3 alfiere del bianco · g3 re del bianco · h3 cavallo del nero · b2 cavallo del bianco · b1 cavallo del nero · d1 torre del bianco · e1 alfiere del bianco | a6 alfiere del nero · c6 cavallo del bianco · d6 pedone del nero · a5 torre del nero · b5 donna del nero · f5 pedone del nero · d4 pedone del nero · f4 torre del bianco · e3 re del nero · f3 alfiere del bianco · g3 re del bianco · h3 cavallo del nero · b2 cavallo del bianco · b1 cavallo del nero · d1 torre del bianco · e1 alfiere del bianco | a6 alfiere del nero · c6 cavallo del bianco · d6 pedone del nero · a5 torre del nero · b5 donna del nero · f5 pedone del nero · d4 pedone del nero · f4 torre del bianco · e3 re del nero · f3 alfiere del bianco · g3 re del bianco · h3 cavallo del nero · b2 cavallo del bianco · b1 cavallo del nero · d1 torre del bianco · e1 alfiere del bianco | 5 |
| 4 | a6 alfiere del nero · c6 cavallo del bianco · d6 pedone del nero · a5 torre del nero · b5 donna del nero · f5 pedone del nero · d4 pedone del nero · f4 torre del bianco · e3 re del nero · f3 alfiere del bianco · g3 re del bianco · h3 cavallo del nero · b2 cavallo del bianco · b1 cavallo del nero · d1 torre del bianco · e1 alfiere del bianco | a6 alfiere del nero · c6 cavallo del bianco · d6 pedone del nero · a5 torre del nero · b5 donna del nero · f5 pedone del nero · d4 pedone del nero · f4 torre del bianco · e3 re del nero · f3 alfiere del bianco · g3 re del bianco · h3 cavallo del nero · b2 cavallo del bianco · b1 cavallo del nero · d1 torre del bianco · e1 alfiere del bianco | a6 alfiere del nero · c6 cavallo del bianco · d6 pedone del nero · a5 torre del nero · b5 donna del nero · f5 pedone del nero · d4 pedone del nero · f4 torre del bianco · e3 re del nero · f3 alfiere del bianco · g3 re del bianco · h3 cavallo del nero · b2 cavallo del bianco · b1 cavallo del nero · d1 torre del bianco · e1 alfiere del bianco | a6 alfiere del nero · c6 cavallo del bianco · d6 pedone del nero · a5 torre del nero · b5 donna del nero · f5 pedone del nero · d4 pedone del nero · f4 torre del bianco · e3 re del nero · f3 alfiere del bianco · g3 re del bianco · h3 cavallo del nero · b2 cavallo del bianco · b1 cavallo del nero · d1 torre del bianco · e1 alfiere del bianco | a6 alfiere del nero · c6 cavallo del bianco · d6 pedone del nero · a5 torre del nero · b5 donna del nero · f5 pedone del nero · d4 pedone del nero · f4 torre del bianco · e3 re del nero · f3 alfiere del bianco · g3 re del bianco · h3 cavallo del nero · b2 cavallo del bianco · b1 cavallo del nero · d1 torre del bianco · e1 alfiere del bianco | a6 alfiere del nero · c6 cavallo del bianco · d6 pedone del nero · a5 torre del nero · b5 donna del nero · f5 pedone del nero · d4 pedone del nero · f4 torre del bianco · e3 re del nero · f3 alfiere del bianco · g3 re del bianco · h3 cavallo del nero · b2 cavallo del bianco · b1 cavallo del nero · d1 torre del bianco · e1 alfiere del bianco | a6 alfiere del nero · c6 cavallo del bianco · d6 pedone del nero · a5 torre del nero · b5 donna del nero · f5 pedone del nero · d4 pedone del nero · f4 torre del bianco · e3 re del nero · f3 alfiere del bianco · g3 re del bianco · h3 cavallo del nero · b2 cavallo del bianco · b1 cavallo del nero · d1 torre del bianco · e1 alfiere del bianco | a6 alfiere del nero · c6 cavallo del bianco · d6 pedone del nero · a5 torre del nero · b5 donna del nero · f5 pedone del nero · d4 pedone del nero · f4 torre del bianco · e3 re del nero · f3 alfiere del bianco · g3 re del bianco · h3 cavallo del nero · b2 cavallo del bianco · b1 cavallo del nero · d1 torre del bianco · e1 alfiere del bianco | 4 |
| 3 | a6 alfiere del nero · c6 cavallo del bianco · d6 pedone del nero · a5 torre del nero · b5 donna del nero · f5 pedone del nero · d4 pedone del nero · f4 torre del bianco · e3 re del nero · f3 alfiere del bianco · g3 re del bianco · h3 cavallo del nero · b2 cavallo del bianco · b1 cavallo del nero · d1 torre del bianco · e1 alfiere del bianco | a6 alfiere del nero · c6 cavallo del bianco · d6 pedone del nero · a5 torre del nero · b5 donna del nero · f5 pedone del nero · d4 pedone del nero · f4 torre del bianco · e3 re del nero · f3 alfiere del bianco · g3 re del bianco · h3 cavallo del nero · b2 cavallo del bianco · b1 cavallo del nero · d1 torre del bianco · e1 alfiere del bianco | a6 alfiere del nero · c6 cavallo del bianco · d6 pedone del nero · a5 torre del nero · b5 donna del nero · f5 pedone del nero · d4 pedone del nero · f4 torre del bianco · e3 re del nero · f3 alfiere del bianco · g3 re del bianco · h3 cavallo del nero · b2 cavallo del bianco · b1 cavallo del nero · d1 torre del bianco · e1 alfiere del bianco | a6 alfiere del nero · c6 cavallo del bianco · d6 pedone del nero · a5 torre del nero · b5 donna del nero · f5 pedone del nero · d4 pedone del nero · f4 torre del bianco · e3 re del nero · f3 alfiere del bianco · g3 re del bianco · h3 cavallo del nero · b2 cavallo del bianco · b1 cavallo del nero · d1 torre del bianco · e1 alfiere del bianco | a6 alfiere del nero · c6 cavallo del bianco · d6 pedone del nero · a5 torre del nero · b5 donna del nero · f5 pedone del nero · d4 pedone del nero · f4 torre del bianco · e3 re del nero · f3 alfiere del bianco · g3 re del bianco · h3 cavallo del nero · b2 cavallo del bianco · b1 cavallo del nero · d1 torre del bianco · e1 alfiere del bianco | a6 alfiere del nero · c6 cavallo del bianco · d6 pedone del nero · a5 torre del nero · b5 donna del nero · f5 pedone del nero · d4 pedone del nero · f4 torre del bianco · e3 re del nero · f3 alfiere del bianco · g3 re del bianco · h3 cavallo del nero · b2 cavallo del bianco · b1 cavallo del nero · d1 torre del bianco · e1 alfiere del bianco | a6 alfiere del nero · c6 cavallo del bianco · d6 pedone del nero · a5 torre del nero · b5 donna del nero · f5 pedone del nero · d4 pedone del nero · f4 torre del bianco · e3 re del nero · f3 alfiere del bianco · g3 re del bianco · h3 cavallo del nero · b2 cavallo del bianco · b1 cavallo del nero · d1 torre del bianco · e1 alfiere del bianco | a6 alfiere del nero · c6 cavallo del bianco · d6 pedone del nero · a5 torre del nero · b5 donna del nero · f5 pedone del nero · d4 pedone del nero · f4 torre del bianco · e3 re del nero · f3 alfiere del bianco · g3 re del bianco · h3 cavallo del nero · b2 cavallo del bianco · b1 cavallo del nero · d1 torre del bianco · e1 alfiere del bianco | 3 |
| 2 | a6 alfiere del nero · c6 cavallo del bianco · d6 pedone del nero · a5 torre del nero · b5 donna del nero · f5 pedone del nero · d4 pedone del nero · f4 torre del bianco · e3 re del nero · f3 alfiere del bianco · g3 re del bianco · h3 cavallo del nero · b2 cavallo del bianco · b1 cavallo del nero · d1 torre del bianco · e1 alfiere del bianco | a6 alfiere del nero · c6 cavallo del bianco · d6 pedone del nero · a5 torre del nero · b5 donna del nero · f5 pedone del nero · d4 pedone del nero · f4 torre del bianco · e3 re del nero · f3 alfiere del bianco · g3 re del bianco · h3 cavallo del nero · b2 cavallo del bianco · b1 cavallo del nero · d1 torre del bianco · e1 alfiere del bianco | a6 alfiere del nero · c6 cavallo del bianco · d6 pedone del nero · a5 torre del nero · b5 donna del nero · f5 pedone del nero · d4 pedone del nero · f4 torre del bianco · e3 re del nero · f3 alfiere del bianco · g3 re del bianco · h3 cavallo del nero · b2 cavallo del bianco · b1 cavallo del nero · d1 torre del bianco · e1 alfiere del bianco | a6 alfiere del nero · c6 cavallo del bianco · d6 pedone del nero · a5 torre del nero · b5 donna del nero · f5 pedone del nero · d4 pedone del nero · f4 torre del bianco · e3 re del nero · f3 alfiere del bianco · g3 re del bianco · h3 cavallo del nero · b2 cavallo del bianco · b1 cavallo del nero · d1 torre del bianco · e1 alfiere del bianco | a6 alfiere del nero · c6 cavallo del bianco · d6 pedone del nero · a5 torre del nero · b5 donna del nero · f5 pedone del nero · d4 pedone del nero · f4 torre del bianco · e3 re del nero · f3 alfiere del bianco · g3 re del bianco · h3 cavallo del nero · b2 cavallo del bianco · b1 cavallo del nero · d1 torre del bianco · e1 alfiere del bianco | a6 alfiere del nero · c6 cavallo del bianco · d6 pedone del nero · a5 torre del nero · b5 donna del nero · f5 pedone del nero · d4 pedone del nero · f4 torre del bianco · e3 re del nero · f3 alfiere del bianco · g3 re del bianco · h3 cavallo del nero · b2 cavallo del bianco · b1 cavallo del nero · d1 torre del bianco · e1 alfiere del bianco | a6 alfiere del nero · c6 cavallo del bianco · d6 pedone del nero · a5 torre del nero · b5 donna del nero · f5 pedone del nero · d4 pedone del nero · f4 torre del bianco · e3 re del nero · f3 alfiere del bianco · g3 re del bianco · h3 cavallo del nero · b2 cavallo del bianco · b1 cavallo del nero · d1 torre del bianco · e1 alfiere del bianco | a6 alfiere del nero · c6 cavallo del bianco · d6 pedone del nero · a5 torre del nero · b5 donna del nero · f5 pedone del nero · d4 pedone del nero · f4 torre del bianco · e3 re del nero · f3 alfiere del bianco · g3 re del bianco · h3 cavallo del nero · b2 cavallo del bianco · b1 cavallo del nero · d1 torre del bianco · e1 alfiere del bianco | 2 |
| 1 | a6 alfiere del nero · c6 cavallo del bianco · d6 pedone del nero · a5 torre del nero · b5 donna del nero · f5 pedone del nero · d4 pedone del nero · f4 torre del bianco · e3 re del nero · f3 alfiere del bianco · g3 re del bianco · h3 cavallo del nero · b2 cavallo del bianco · b1 cavallo del nero · d1 torre del bianco · e1 alfiere del bianco | a6 alfiere del nero · c6 cavallo del bianco · d6 pedone del nero · a5 torre del nero · b5 donna del nero · f5 pedone del nero · d4 pedone del nero · f4 torre del bianco · e3 re del nero · f3 alfiere del bianco · g3 re del bianco · h3 cavallo del nero · b2 cavallo del bianco · b1 cavallo del nero · d1 torre del bianco · e1 alfiere del bianco | a6 alfiere del nero · c6 cavallo del bianco · d6 pedone del nero · a5 torre del nero · b5 donna del nero · f5 pedone del nero · d4 pedone del nero · f4 torre del bianco · e3 re del nero · f3 alfiere del bianco · g3 re del bianco · h3 cavallo del nero · b2 cavallo del bianco · b1 cavallo del nero · d1 torre del bianco · e1 alfiere del bianco | a6 alfiere del nero · c6 cavallo del bianco · d6 pedone del nero · a5 torre del nero · b5 donna del nero · f5 pedone del nero · d4 pedone del nero · f4 torre del bianco · e3 re del nero · f3 alfiere del bianco · g3 re del bianco · h3 cavallo del nero · b2 cavallo del bianco · b1 cavallo del nero · d1 torre del bianco · e1 alfiere del bianco | a6 alfiere del nero · c6 cavallo del bianco · d6 pedone del nero · a5 torre del nero · b5 donna del nero · f5 pedone del nero · d4 pedone del nero · f4 torre del bianco · e3 re del nero · f3 alfiere del bianco · g3 re del bianco · h3 cavallo del nero · b2 cavallo del bianco · b1 cavallo del nero · d1 torre del bianco · e1 alfiere del bianco | a6 alfiere del nero · c6 cavallo del bianco · d6 pedone del nero · a5 torre del nero · b5 donna del nero · f5 pedone del nero · d4 pedone del nero · f4 torre del bianco · e3 re del nero · f3 alfiere del bianco · g3 re del bianco · h3 cavallo del nero · b2 cavallo del bianco · b1 cavallo del nero · d1 torre del bianco · e1 alfiere del bianco | a6 alfiere del nero · c6 cavallo del bianco · d6 pedone del nero · a5 torre del nero · b5 donna del nero · f5 pedone del nero · d4 pedone del nero · f4 torre del bianco · e3 re del nero · f3 alfiere del bianco · g3 re del bianco · h3 cavallo del nero · b2 cavallo del bianco · b1 cavallo del nero · d1 torre del bianco · e1 alfiere del bianco | a6 alfiere del nero · c6 cavallo del bianco · d6 pedone del nero · a5 torre del nero · b5 donna del nero · f5 pedone del nero · d4 pedone del nero · f4 torre del bianco · e3 re del nero · f3 alfiere del bianco · g3 re del bianco · h3 cavallo del nero · b2 cavallo del bianco · b1 cavallo del nero · d1 torre del bianco · e1 alfiere del bianco | 1 |
|   | a | b | c | d | e | f | g | h |   |

Soluzione:
1. Ce7 !  (Zugzwang)
1. ...Ta3  2. Cc4+ Dxc4  3. Cxf5# 
 
1. ...Ta4  2. Td3+ Dxd3  3. Cd5# 

1. ...Df1  2. Cxf5+ Txf5  3. Te4# 

1. ...De5  2. Td3+ Axd3  3. Cd1# 